# Лебежихин, Пётр Васильевич
Пётр Васи́льевич Лебежи́хин (18 августа 1919; деревня Малыгино Московской губернии — 30 августа 2014; Москва) — Герой Российской Федерации (29 ноября 1995), полковник (2005).

## Биография
Родился 18 августа 1919 года в деревне Малыгино Московской губернии в крестьянской семье. Русский. В 1934 году окончил школу-семилетку в Сталинграде (ныне — город Волгоград). Работал мастером на фабрике «Пролетарка» в городе Калинин (ныне — город Тверь). В 1940 году окончил 2 курса Калининского текстильного техникума.
В армии с февраля 1940 года. До декабря 1940 года служил в пехоте (в Белорусском военном округе). В сентябре 1941 года окончил Смоленское военно-политическое училище (эвакуированное в город Саратов).
Участник Великой Отечественной войны с 18 ноября 1941 года в должности политрука роты 321-го стрелкового полка. Сражался на Южном и Брянском фронтах. Участвовал в наступательных и оборонительных боях в районе города Артёмовск в Донбассе, в Воронежско-Ворошиловградской операции. 21 января 1942 года легко ранен в спину, 7 февраля 1942 года — тяжело ранен в голову, 2 июля 1942 года был контужен, а 3 июля легко ранен в левую руку и отправлен в госпиталь. В августе 1942 года вернулся в строй на должность помощника начальника штаба 321-го стрелкового полка. Воевал на Брянском фронте. С сентября 1942 года обучался на курсах при штабе 13-й армии, которые окончил в декабре 1942 года.
С декабря 1942 года вновь на фронте в должности помощника начальника штаба 47-го стрелкового полка. Воевал на Брянском, Центральном и 2-м Белорусском фронтах. Участвовал в Воронежско-Касторненской операции, в Курской битве и Черниговско-Припятской операции. 17 сентября 1943 года легко ранен в бедро, 25 октября 1943 года — легко ранен в левую ногу. Затем участвовал в Гомельско-Речицкой и Калинковичско-Мозырской операциях.
С марта 1944 года обучался на штабных курсах, которые окончил в апреле 1944 года. В мае-июле 1944 — помощник начальника разведывательного отдела 89-го стрелкового корпуса. С июля 1944 года — офицер разведки 37-го гвардейского стрелкового полка. Воевал на 1-м Белорусском, 3-м и 1-м Прибалтийских фронтах. Участвовал в Белорусской и Рижской операциях, блокировании курляндской группировки противника. 24 июля 1944 года легко ранен в правую ногу. 5 ноября 1944 года был контужен и направлен для излечения в госпиталь в Москву. После излечения в феврале 1945 года капитан П. В. Лебежихин был признан ограничено годным к военной службе. Всего за время войны был шесть раз ранен и дважды контужен.
За мужество и героизм, проявленные в борьбе с немецко-фашистскими захватчиками в годы Великой Отечественной войны, Указом Президента Российской Федерации от 29 ноября 1995 года подполковнику в отставке Лебежихину Петру Васильевичу присвоено звание Героя Российской Федерации.
В марте-июле 1945 года — помощник военного коменданта города Шлоппе (ныне — город Члопа, Польша), в июле-октябре 1945 года — помощник военного коменданта района Крайсберг в Берлине. В 1945—1947 — на штабных должностях в военной комендатуре округа Мерзебург (Группа советских войск в Германии).
С апреля 1947 года — на штабной работе в военкомате города Ростов Ярославской области. В 1950 году заочно окончил педагогическое училище. В 1952—1953 — военком Курбского района Ярославской области. В июне 1953 года окончил Куйбышевские курсы усовершенствования офицерского состава. В 1953—1960 — военком Даниловского района Ярославской области, в 1960—1966 — помощник военкома Подольского района Московской области. С июля 1966 года подполковник П. В. Лебежихин — в запасе.
Жил в Москве. Умер 30 августа 2014 года. Похоронен на Хованском кладбище в Москве.

## Награды
- Герой Российской Федерации (29.11.1995)
- орден Красного Знамени (15.08.1942)
- 2 ордена Отечественной войны 1-й степени (29.12.1944, 11.03.1985)
- орден Отечественной войны 2-й степени (6.10.1943)
- 2 ордена Красной Звезды (29.09.1944, 30.12.1956)
- медаль «За боевые заслуги» (19.11.1951)
- другие медали